# Barutin
Barutin (bułg. Барутин) – wieś w Bułgarii, w obwodzie Smolan, w gminie Dospat. W 2024 roku liczyła 1489 mieszkańców.

## Historia
W miejscu o nazwie Dołna Bartina, kilometr na południowy zachód od wsi, odkryto szereg pozostałości późnoantycznych – obiekty kultu trackiego i pochówki z III–IV w., grobowiec rzymski z III w., nekropolię chrześcijańską funkcjonującą od IV do XVII w. oraz pozostałości świątyni o wymiarach 10,2×21 m, wzniesionej pod koniec IV w. a spłoniętej w VII w. Według Stefana Zachariewa w połowie XIX w. Barutin liczył 330 mieszkańców, w 100 domach, które zamieszkiwali Pomacy, ponadto we wsi znajdował się jeden meczet i jedna szkoła, do której uczęszczało 20 uczniów. W 1876 r. mieszkańcy Barutina wzięli udział w stłumieniu powstania kwietniowego, a urodzony we wsi Ahmed Agha Barutanlia stał na czele Baszibozów, którzy dokonali masakry w Bataku. Według Lubomira Mileticza w 1912 roku ludność wsi Barutina składała się z Pomaków.